# Tufara
Tufara község (comune) Olaszország Molise régiójában, Campobasso megyében.

## Fekvése
A megye délkeleti részén fekszik. Határai: Castelvetere in Val Fortore, Celenza Valfortore, Gambatesa, Riccia, San Bartolomeo in Galdo és San Marco la Catola .

## Története
A 10. században alapították. A következő századokban nemesi birtok volt. A 19. században nyerte el önállóságát, amikor a Nápolyi Királyságban felszámolták a feudalizmust. 1807-ig Capitanata része volt, ezt követően került Moliséhez.

## Népessége
A népesség számának alakulása:

## Főbb látnivalói
- Santi Pietro e Paolo-templom